# Zugol
Zugol (russisch Цуго́л, burjatisch Сүүгэл) ist ein Dorf in der sibirischen Region Transbaikalien in Russland mit 845 Einwohnern (2017).

## Geographie
Der Ort liegt knapp 200 km südöstlich des Regionsverwaltungszentrums Tschita am Flüsschen Zugol, das etwa einen Kilometer östlich von links in den Fluss Onon mündet. Es gehört zum Rajon Mogoituiski des Autonomen Kreises der Aginer Burjaten, befindet sich gut 50 km südöstlich des Rajonzentrums Mogoitui und ist Sitz und einzige Ortschaft der gleichnamigen Landgemeinde (selskoje posselenije Zugol).
Straßenanbindung besteht zur etwa neun Kilometer südwestlich bei Ononsk vorbeiführenden föderalen Fernstraße A350, die Tschita mit der Grenze zur Volksrepublik China bei Sabaikalsk verbindet. Zwölf Kilometer südlich befindet sich die nächstgelegene Bahnstation Olowjannaja an der Strecke Karymskaja – Sabaikalsk.

## Geschichte
Seit 1801 gab es an Stelle des späteren Ortes einen Dazan, zunächst bestehend aus Jurten. 1826 wurde das Dorf gegründet, und zwischen 1827 und 1854 die ersten festen Bauten des Dazans errichtet. Die ältesten heute erhaltenen Teile des Klosters stammen vom Ende des 19. Jahrhunderts.
Westlich von Zugol fand im September 2018 auf dem 247. Truppenübungsplatz (247-й межвидовой полигон) der Hauptteil des internationalen Militärmanövers Wostok-2018 statt.

### Bevölkerungsentwicklung
| Jahr | Einwohner |
| ---- | --------- |
| 1989 | 1204      |
| 2002 | 932       |
| 2010 | 837       |
| 2017 | 845       |

Anmerkung: bis 2010 Volkszählungsdaten